# Stará Skřeněř
Stará Skřeněř (německy Alt Skrzener) je vesnice, část města Nový Bydžov v okrese Hradec Králové. Nachází se asi 3,5 km na západ od Nového Bydžova. V roce 2009 zde bylo evidováno 85 adres. V roce 2001 zde trvale žilo 97 obyvatel.
Stará Skřeněř leží v katastrálním území Skřeněř o rozloze 5,54 km². V katastrálním území Skřeněř leží i Nová Skřeněř.
Stará Skřeneř byla od roku 1880 až do 50. let 20. století pouze osadou Nové Skřeneře, samostatné obce v okrese Nový Bydžov. Mezi roku 1961 až 1980 se pak obě staly součástí Starého Bydžova a až poté přešly pod Nový Bydžov.